# Biały Bór
Biały Bór este un oraș în Polonia.